# Schriftstellerverband der UdSSR
Der Schriftstellerverband der UdSSR (russisch Союз писателей СССР/Sojus pissatelei SSSR) war ein Verband von Berufsschriftstellern der Sowjetunion, der 1934 auf Initiative des ZK der KPdSU gegründet wurde.
Die Gründung des Verbandes wurde mit Dekret des Zentralkomitees vom 23. April 1932 über die Restrukturierung der literarischen und künstlerischen Organisationen beschlossen. Während des ersten Kongresses sowjetischer Schriftsteller im Jahre 1934 wurde der Verband dann gegründet. Ziel der neuen Organisation war es, gemäß den totalitären Intentionen des Stalinismus die Partei- und Staatskontrolle im Bereich der Literatur zu etablieren. Eine wesentliche Rolle spielte dabei nach 1945 Stalins führender Kulturfunktionär Andrei Schdanow. Für Berufsschriftsteller war die Mitgliedschaft im Verband de facto obligatorisch, der Ausschluss aus dem Verband kam einem Publikationsverbot gleich. Zugleich genossen die Mitglieder des Verbandes so wie jene anderer sowjetischer Künstlerverbände gewisse Privilegien: Es gab für sie eigene Erholungsheime, Klubrestaurants etc.
Mit großem Pomp wurde der erste Kongress des sowjetischen Schriftstellerverbandes in Moskau vom 17. August bis zum 1. September 1934 gefeiert. 591 Delegierte und 40 ausländische Gastdelegierte (darunter André Malraux, Louis Aragon, Oskar Maria Graf und Klaus Mann) tagten unter der Präsidentschaft des 1934 bis 1936 tätigen Verbandsvorsitzenden Maxim Gorki. Oskar Maria Graf schrieb in seinem Reisebericht, dass ihn „die erregende, voll entfachte Teilnahme des ganzen Volkes“ am Kongress und den darauf folgenden Veranstaltungen im ganzen Land imponiert habe. Und er stellte fest, dass „unablässige Propaganda“ und „Befehle“ viel machen können, aber gewiss nicht „eine solche besessene Interessiertheit, so ein rührend ruheloses Fragen, einen derartig natürlichen Bildungshunger aller Schichten“.
Der Organisationstypus des sowjetischen Schriftsteller- oder Künstlerverbandes wurde nach 1945 auch in die im Einflussbereich der Sowjetunion liegenden Staaten exportiert. Mit dem Ende der Sowjetunion wurde der sowjetische Schriftstellerverband in nationale Verbände der Nachfolgestaaten der Sowjetunion unterteilt.

## Vorsitzende des Schriftstellerverbandes
- 1934–36: Maxim Gorki
- 1936–38: Alexei Tolstoi
- 1938–44: Alexander Fadejew
- 1944–46: Nikolai Tichonow
- 1946–54: Alexander Fadejew
- 1954–59: Alexei Surkow
- 1959–77: Konstantin Fedin
- 1977–86: Georgi Markow
- 1986–91: Wladimir Karpow
- 1991: Timur Pulatow